# Die phantastische Reise
Die phantastische Reise (Originaltitel: Fantastic Voyage) ist ein US-amerikanischer Science-Fiction-Film aus dem Jahr 1966. Der Film kam am 23. Dezember 1966 in die bundesdeutschen Kinos.
Der Film handelt von einer Gruppe Menschen, die sich samt einem U-Boot verkleinern und in einen aus dem Ostblock übergelaufenen tschechischen Wissenschaftler injizieren lassen, um so eine komplizierte Gehirnoperation vornehmen zu können.

## Handlung
Im Jahr 1965 läuft der tschechische Wissenschaftler Dr. Beneš in den Westen über. Während der Aktion wird ein Anschlag auf Beneš verübt. Dem verletzten Wissenschaftler kann das tödliche Blutgerinnsel, das sich in seinem Gehirn gebildet hat, nicht auf konventionelle Weise entfernt werden.
Durch eine neuartige Entwicklung, die es erlaubt, Maschinen und sogar Menschen bis auf Mikrobengröße zu verkleinern, bietet sich jedoch die Möglichkeit, das Blutgerinnsel von innen zu entfernen. Ein spezielles U-Boot wird samt Besatzung so verkleinert, dass man es mit einer Injektionsnadel in die Blutbahn des Patienten einbringen kann. An Bord befinden sich die beiden Mediziner Dr. Michaels und Dr. Duval, Duvals Assistentin Cora Peterson, Captain Bill Owens als Pilot sowie Agent Grant. Dieser soll verhindern, dass der vermeintlich für die Gegenseite arbeitende Dr. Duval während der Operation einen Anschlag auf Beneš durchführt.
Die Operation muss innerhalb von 60 Minuten durchgeführt werden und Mensch und Maschine müssen sich nach Ablauf der Zeit außerhalb des Körpers befinden, da sich nach einer Stunde sowohl die Besatzung als auch das Boot automatisch wieder vergrößern. Dadurch würden sie von den Antikörpern Beneš’ angegriffen und vernichtet werden.
Die Besatzung erlebt eine phantastische Reise durch das Innere des menschlichen Körpers. Bei der Fahrt durch die Blutbahnen kommt es zu einigen gefährlichen Situationen. Eine Fistel in einer Arterie behindert das Weiterkommen und erzwingt einen Umweg durch das Herz. Durch einen möglichen Sabotageakt wird das Lasergewehr beschädigt, mit dem der Thrombus entfernt werden soll, kann aber wieder notdürftig repariert werden. Das Boot wird von Antikörpern angegriffen, und als es sich schließlich im Innenohr befindet, wirkt eine im Operationssaal versehentlich fallen gelassene Schere für die miniaturisierten Menschen wie ein Erdbeben. Durch ein Leck verliert das Boot Sauerstoff. Um einen Ausgleich zu schaffen, zapfen die U-Boot-Fahrer aus Beneš’ Lunge Luft ab. Dabei kann Grant, der aufgrund seiner abgerissenen Sicherungsleine in die Lunge abgetrieben wird, sich nur knapp wieder an Bord retten.
Kurz vor Ablauf der 60 Minuten ist die Crew endlich im Gehirn von Beneš angekommen. Da stellt sich heraus, dass Dr. Michaels derjenige ist, der für die Gegenseite arbeitet und offensichtlich die beiden Sabotageakte durchgeführt hat. Nun will er Dr. Duval mit allen Mitteln daran hindern, die Operation durchzuführen. Dieser kann jedoch den Thrombus erfolgreich entfernen. Dr. Michaels entführt das U-Boot und will damit dem Gehirn von Beneš eine tödliche Verletzung zufügen. Dabei wird das U-Boot von Grant mit dem Lasergewehr schwer beschädigt. Inzwischen ist die Zeit abgelaufen. Antikörper fangen an, das U-Boot und die Besatzung anzugreifen. Der im U-Boot eingeklemmte Dr. Michaels fällt ihnen zum Opfer. Die restliche Besatzung kann über den Sehnerv ins Auge flüchten, wo sie, in einer Träne schwimmend, gerettet werden.

## Kritiken
„Ein inhaltlich wie – für seine Entstehungszeit – technisch höchst bemerkenswerter Science-Fiction-Film. Originelle, spannende Unterhaltung.“

„So aufwändig die Vorarbeiten, die Bauten und die Spezialeffekte auch waren, dem eigentlichen Drehbuch und der Schauspielerführung hätte mehr Aufmerksamkeit nicht geschadet.“

„Naiver utopischer Abenteuerfilm, in der Gestaltung mittelmäßig und durch die Verbreitung philosophisch verbrämter Plattheiten eher langweilend als anregend.“

## Auszeichnungen
- Oscar 1967 für Spezialeffekte
- Oscar 1967 für Szenenbild

### Nominierungen
- Oscar 1967 für Bester Schnitt
- Oscar 1967 für Beste Kameraführung

## Verschiedenes

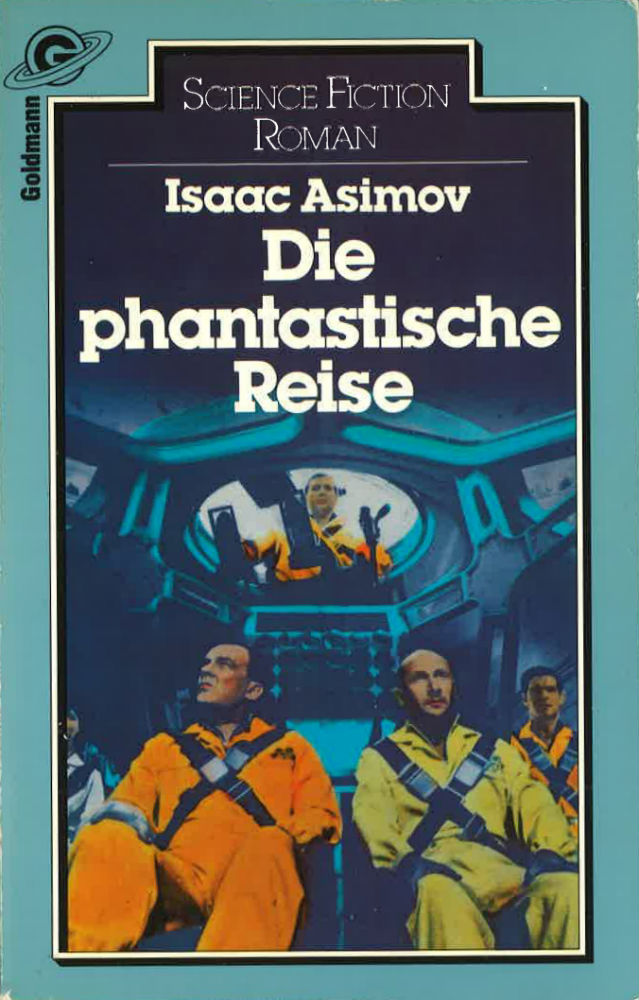
Romaneinband, 1983

- Der Film entstand nach einer Storyvorlage von Otto Klement und Jerome Bixby.
- Basierend auf dem Drehbuch des Filmes schrieb der Science-Fiction Autor Isaac Asimov ein Buch, das sechs Monate vor dem Film erschien. Viele glauben deshalb, der Film basiere auf einer Geschichte Asimovs.[4]
- Zu der Frage, was mit dem zurückgelassenen U-Boot geschah, schreibt Frederik Pohl (Science Fiction Studies in Film), dass die Produzenten hofften, das Publikum sei nicht klug genug, sich diese Frage zu stellen. Isaac Asimov schrieb dazu in seinem Memoirenband In Joy Still Felt (New York 1980): „Als der Film zu Ende war, drehte sich meine Tochter Robyn sofort zu mir um und sagte: 'Müßte das Schiff jetzt nicht größer werden und den Mann umbringen, Daddy?' – 'Gewiß, Robyn', erklärte ich, 'aber das hast du nur erkannt, weil du schlauer bist als der durchschnittliche Hollywood-Produzent. Immerhin bist du ja schon elf.“  (zitiert nach Ronald M. Hahn; Volker Jansen: Lexikon des Science Fiction Films, Heyne, München 1983 (Heyne-Buch; 01/7236), ISBN 3-453-01901-6, S. 394). Im Buch zum Film (I.A., Die phantastische Reise, München 1983) änderte Asimov folgerichtig das Ende, in dem das U-Boot, das von den weißen Blutkörperchen angegriffen wird, ebenfalls über die Augenflüssigkeit aus dem Körper geholt wird. Kurze Zeit nach dem Aufkommen der Frage des zurückgelassenen U-Bootes wurde von den Produzenten die Erklärung angeboten, dass das U-Boot von den Antikörpern schließlich restlos vernichtet worden sei – und somit der Vergrößerungseffekt nicht mehr eintreten konnte.
- 1968 produzierte ABC eine Zeichentrickserie nach der Idee des Films.
- Alternativtitel: Microscopia und Strange Journey
- Die Macher des Animationsfilms A Window Into Life (Ein Fenster zum Leben)[5] des Cincinnati Children’s Hospital Medical Center, der 2008 vom Wissenschaftsmagazin Science mit dem „Visualization Challenge“ 2008 ausgezeichnet wurde, ließen sich bei ihren Bildern über sich teilende Zellen und Proteine von dem Film Die phantastische Reise inspirieren.[6]
- Im deutschen Fernsehen wurde der Film erstmals am 11. Dezember 1970 ab 22:45 Uhr vom ZDF ausgestrahlt.[1][7]
- Für Raquel Welch war ihre Rolle in dem Film ihre erste Hauptrolle.

## Neuverfilmungen
Die Idee, Schrumpf-Menschen durch einen menschlichen Körper wandern zu lassen, wurde noch öfter im Film umgesetzt. Zum einen in Die Reise ins Ich (1987) von Joe Dante und in Auf der Jagd nach dem Nierenstein (1997) von Vibeke Idsøe. Eine Neuverfilmung war Antibody (2002). Eine 3D-Verfilmung von Die phantastische Reise ist derzeit in Vorbereitung; James Cameron soll als Produzent fungieren.
Aufgegriffen wurde die Idee auch von den Machern von Doctor Who im Rahmen der 1977 ausgestrahlten 4-teiligen Folge The Invisible Enemy.
Die Episode Die fanthaddäustische Reise der Zeichentrickserie SpongeBob Schwammkopf bezieht sich auf den Film, ebenso wie die Simpsons-Halloween-Folge Vier Enthauptungen und ein Todesfall und die Futurama-Folge Im Reich der Parasiten.